# Spinacia oleracea
La espinaca (Spinacia oleracea) es una planta anual, dioica, de la familia de las amarantáceas, cultivada como verdura por sus hojas comestibles, grandes y de color verde muy oscuro. Su cultivo se puede realizar en cualquier época del año y se puede consumir fresca, cocida o frita. En la actualidad es una de las verduras que más habitualmente se encuentra helada o congelada.

## Propiedades

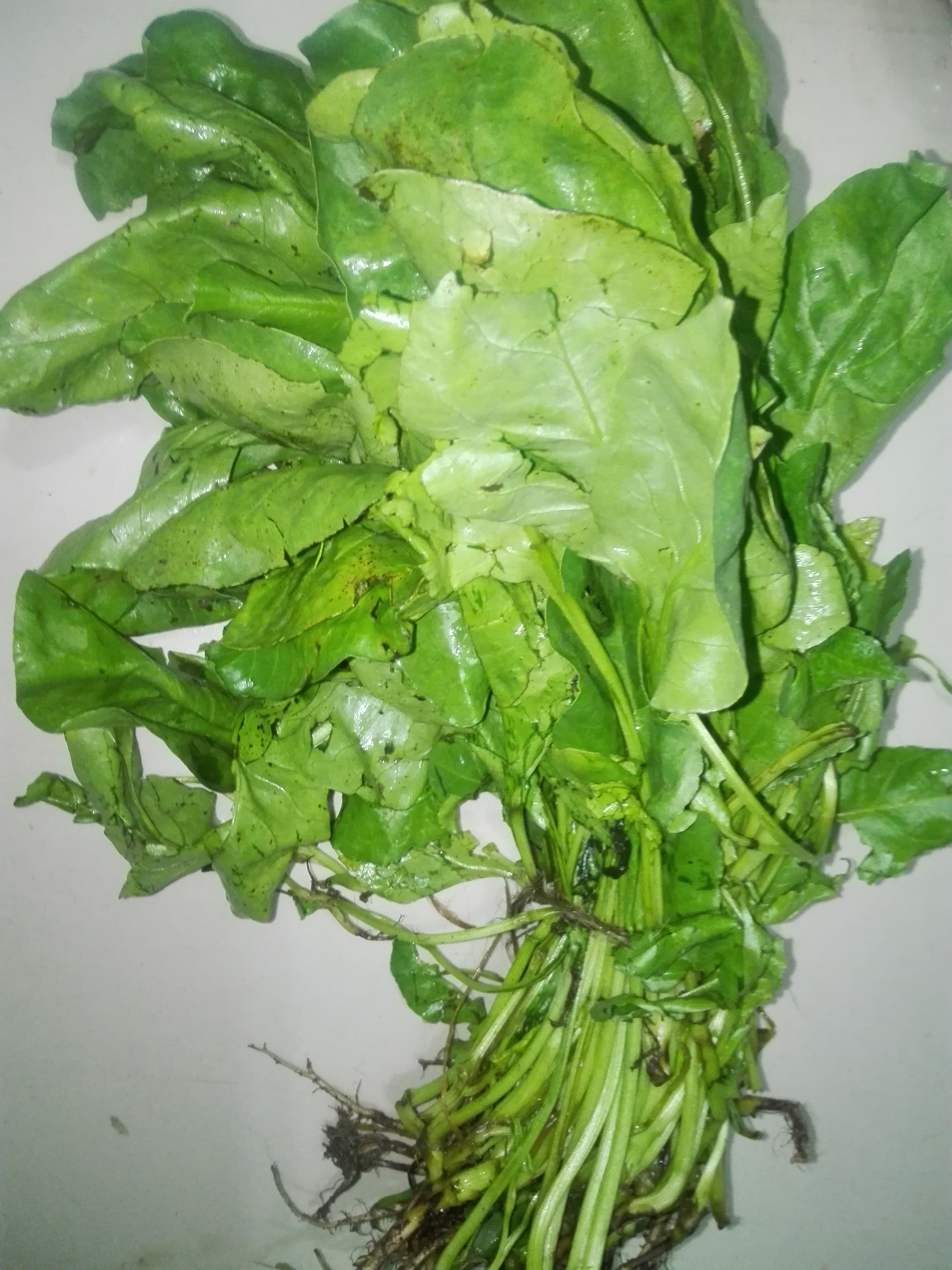
Espinacas como vegetales.

Es rica en nutrientes y varios antioxidantes. También contiene bastante ácido oxálico, por lo que se ha de consumir con moderación. Con todo, es muy apreciada por su elevado valor nutritivo en general y su riqueza vitamínica en particular.

## Historia
Fue cultivada por primera vez en Persia y de ahí deriva su nombre: اسفناج Esfenaj. Los árabes la introdujeron en España hacia el siglo XI. En los siglos XII y XIII, el escritor y agrónomo Ibn al-Awwam la consideró «la mejor de las hortalizas». San Alberto Magno hizo referencia a sus semillas en el siglo XIII.  Su cultivo se extendió por toda Europa alrededor del siglo XV.

## Variedades
Existen variedades de invierno y verano, así como la llamada espinaca de Nueva Zelanda (Tetragonia tetragonoides), que aunque no pertenece al mismo género ni familia, también se cultiva en algunos lugares como verdura debido a su similar sabor y textura.

## Cultivo

### Sustrato
La espinaca resulta favorecida por los suelos ricos y húmedos, pero puede crecer en cualquier suelo siempre y cuando este tenga suficiente materia orgánica. En pequeños huertos o maceteros basta con agregar una cantidad generosa de compost a la tierra. 
Los suelos ácidos no favorecen a la espinaca. Tampoco tolera valores de pH del suelo superiores a 6,7. Los suelos excesivamente alcalinos pueden provocar clorosis férrica. La favorece valores de pH entre 6 y 6,5. Si la tierra está muy ácida se puede utilizar cal como enmienda para solucionar el problema.

### Germinación
La espinaca es una planta que necesita poco calor para crecer, de lo contrario florecerá tempranamente y se pondrá muy amarga para ser comida. Es por esto que la mayoría de las variedades de espinacas se plantan o muy temprano en primavera o en otoño cuando ya ha pasado el calor del verano. Ahora, si se quiere plantar en verano, se pueden buscar algunas variedades que sean más resistentes al calor. La germinación de las semillas será mejor en temperaturas de 41 a 68 °F (5 a 20 °C).

### Siembra

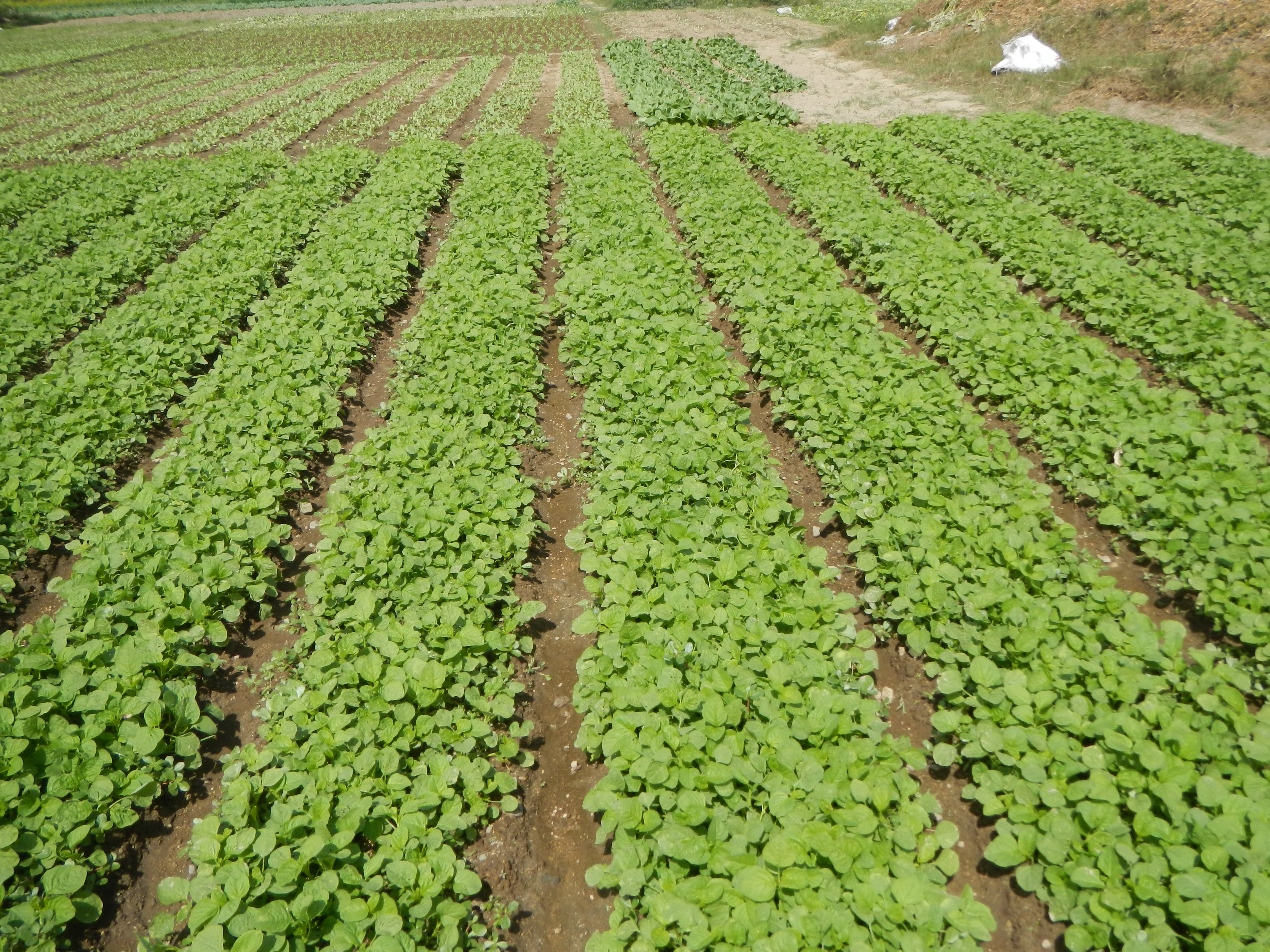
Lote cultivado con espinacas en Mabalacat, Filipinas.

La siembra de las semillas de espinaca se hace directo en la tierra, preferentemente a 2 cm de profundidad. En los huertos o bancales se hacen hileras separadas por 30 cm y en maceteros se esparcen las semillas alrededor de toda la superficie. En siembra a chorrillo se utilizan 30-50 kg de semilla por hectárea.
Cuando aparecen las pequeñas plantas se aclara a una distancia de 10 cm entre planta en los huertos y en los maceteros se aclara dejando un radio de alrededor de 20 cm entre cada planta.

### Enfermedades
El hongo Peronospora effusa produce el mildiu de la espinaca que se caracteriza por unas manchas amarillas en las hojas, y en el envés una capa de color grisáceo.

## Conservación en postcosecha
La temperatura óptima de conservación es 0 °C, con una humedad relativa de 95-100 %. En condiciones óptimas, se conserva 10 a 14 días. Sin embargo, es muy sensible a la presencia de etileno en el ambiente, por lo que su almacenamiento en cámara con presencia de esta fitohormona produce su amarillamiento acelerado.

## Composición
Un mito muy extendido sobre las espinacas es que son muy ricas en hierro. De hecho, se hizo una serie de dibujos animados para fomentar su consumo. En ella Popeye consumía una lata de espinacas que le daba una fuerza sobrenatural.
El origen de esta equivocación está en un error del científico E. Von Wolf (1870), que multiplicó por 10 la cantidad de hierro al errar en la colocación de una coma. Hoy día se sabe que en general las otras plantas comestibles contienen niveles de hierro similares o incluso superiores a la espinaca, como es el perejil, semillas de sésamo, acelgas, berza, col, y en general la mayoría de verduras de hoja verde oscura.
De hecho, el hierro de la espinaca no se absorbe bien, porque la espinaca tiene mucho ácido oxálico y este hace insoluble al hierro.
De todos modos, aunque tengan poco hierro (los garbanzos y las lentejas tienen más) y este no sea fácilmente asimilable, las espinacas siguen siendo un alimento muy aconsejable. Es rica en vitaminas A y E, yodo y varios antioxidantes. Por su relativamente elevado contenido en ácido oxálico, debe consumirse con moderación.

## Caracteres morfológicos
Planta anual dioica, de raíz pivotante, poco ramificada y desarrollo superficial.  Las hojas se forman en principio en roseta. Son pecioladas de limbo triangular u ovalado, de márgenes enteros o sinuosos y con un aspecto blando rizado, liso o abollado.
El tallo floral se desarrolla en la segunda fase de su ciclo, pudiendo alcanzar 1 metro de altura.  Las flores son verdosas.  Las plantas femeninas poseen una roseta más desarrollada y más tardías en la emisión del tallo floral.
Fructifica en aquenios puntiagudos y según las variedades, lisos o espinosos. Estos frutos son considerados como semillas. Las semillas tienen una capacidad germinativa de 4 años y en 1 g se pueden contar unas 115 semillas.

## Taxonomía
Spinacia oleracea fue descrita por   L. y publicado en Species Plantarum 2: 1027. 1753.
La espinacas son plantas herbáceas anuales o perennes dioicas y con genotipos monoicos y autoalógamos, de hasta 1m de altura, lampiñas, con raíz fusiforme y blanquecina y tallos simples o poco ramificados.  Hojas algo carnosas, las caulinares alternas y más pequeñas y las basales arrosetadas, oblongas, sagitadas o triangular-hastadas, lampiñas y pecioladas, de 15-30 cm de longitud.
Flores verdosas. Ovarios unilocular y uniovulado con 4 estilos apicales.  Utrículo inerme o con 2-4 espinas. 2n = 12.  Se cultiva por semilla.
Sinonimia y variedades
- Spinacia oleracea subsp. spinosa Arcang. 1882
- Spinacia oleracea subsp. inermis Arcang. 1882
- Spinacia spinosa Moench 1794
- Spinacia oleracea subsp. spinosa (Moench) Čelak.
- Spinacia oleracea subsp. inermis (Moench) Čelak. 1871
- Spinacia inermis Moench 1794
- Spinacia glabra Mill.
- Spinacia oleracea subsp. glabra (Mill.) Cout.
- Chenopodium oleraceum (L.) E.H.L.Krause

## Nombres comunes
- Castellano: espinaca, espinaca común, espinaca de Holanda, espinaca de invierno, espinaca de verano, espinaca hembra, espinaca macho, espinacas.[10]